# Janusz Szymański
Janusz Henryk Szymański (* 15. Juli 1958 in Łowicz; † 9. Juli 2020 in Białystok) war ein polnischer Politiker (PZPR, SLD, UP). Von 1989 bis 1997 gehörte er dem Sejm in der X. (Volksrepublik), I. und II. (Dritte Republik) Wahlperiode an.

## Leben und Beruf
Szymański schloss 1981 sein Jurastudium an der Universität Warschau ab. 2001 wurde er an der Universität Białystok mit der Arbeit „Ratyfikacja umów międzynarodowych i jej skutki prawne w polskim prawie“ promoviert. Er war als Assistenzprofessor an der Universität Białystok tätig, arbeitete aber auch an anderen Hochschulen der Stadt. Von 2002 bis 2006 war er Präsident des Polnischen Komitees für Normung.

## Politik
Szymański trat 1978 der Polnischen Vereinigten Arbeiterpartei (PZPR) bei. Für diese wurde er bei den halbfreien Wahlen zum „Vertragssejm“ 1989 auf einem der Plätze, die für die bisherigen Regierungsparteien reserviert waren, in das Parlament gewählt. Bei der ersten vollständig freien Parlamentswahl 1991 wurde er als Vertreter der PZPR-Nachfolgerin Sojusz Lewicy Demokratycznej (SLD) erneut in den Sejm gewählt. 1992 verließ er die SLD und trat zur Unia Pracy (UP) über. Für die UP wurde er 1993 wiederum zum Abgeordneten gewählt. Am Ende der Wahlperiode trat er aus der UP aus und schloss sich erneut der SLD an. 1997 war er kurzzeitig Staatssekretär im Innenministerium. Für die SLD kandidierte er bei der Parlamentswahl 1997, wurde aber nicht gewählt. Auch 2001 verpasste er den Wiedereinzug in den Sejm.

## Ehrungen
- 2004 Ritterkreuz des Ordens Polonia Restituta[8]